# 文阁村
文阁村是中华人民共和国广东省广州市从化区太平镇所辖的一个行政村。村委会设在文阁圩，位于太平圩东面约7千米。文阁圩建于1920年，当时圩南200米处有文昌阁，圩据此命名文阁圩。1987年1月从钱岗村分出，成立村委会，因驻在文阁圩，故称文阁村委会。辖2条自然村（格田、德泰庄）。1998年时，全村共有337户，人口1728人。